# Hannoverscher Sportverein von 1896 1967-1968
Questa voce raccoglie le informazioni riguardanti l'Hannoverscher Sportverein von 1896 nelle competizioni ufficiali della stagione 1967-1968.

## Stagione
Nella stagione 1967-1968 l'Hannover, allenato da Horst Buhtz e Karl-Heinz Mülhausen, concluse il campionato di Bundesliga al 10º posto. In Coppa di Germania l'Hannover fu eliminato al primo turno dal Duisburg. In Coppa delle Fiere l'Hannover fu eliminato al primo turno dal Napoli.

## Rosa
| N. |                     | Ruolo | Calciatore             |
| -- | ------------------- | ----- | ---------------------- |
|    | Germania (bandiera) | P     | Horst Grunenberg       |
|    | Germania (bandiera) | P     | Bernd Helmschrot       |
|    | Germania (bandiera) | P     | Horst Podlasly         |
|    | Germania (bandiera) | D     | Peter Anders           |
|    | Germania (bandiera) | D     | Klaus Bohnsack         |
|    | Germania (bandiera) | D     | Hans-Josef Hellingrath |
|    | Germania (bandiera) | D     | Bernd Kettler          |
|    | Germania (bandiera) | D     | Otto Laszig            |
|    | Germania (bandiera) | D     | Rainer Stiller         |
|    | Germania (bandiera) | C     | Christian Breuer       |
|    | Germania (bandiera) | C     | Norbert Irtel          |
|    | Germania (bandiera) | C     | Klaus Plischke         |

| N. |                      | Ruolo | Calciatore         |
| -- | -------------------- | ----- | ------------------ |
|    | Germania (bandiera)  | C     | Rüdiger Reschke    |
|    | Germania (bandiera)  | C     | Hans Siemensmeyer  |
|    | Germania (bandiera)  | C     | Hermann Straschitz |
|    | Germania (bandiera)  | A     | Wilfried Ahnefeld  |
|    | Germania (bandiera)  | A     | Jürgen Bandura     |
|    | Germania (bandiera)  | A     | Werner Gräber      |
|    | Germania (bandiera)  | A     | Jupp Heynckes      |
|    | Danimarca (bandiera) | A     | Kaj Poulsen        |
|    | Germania (bandiera)  | A     | Walter Rodekamp    |
|    | Croazia (bandiera)   | A     | Josip Skoblar      |
|    | Germania (bandiera)  | A     | Winfried Wottka    |

## Organigramma societario
Area tecnica
- Allenatore: Karl-Heinz Mülhausen
- Allenatore in seconda:
- Preparatore dei portieri:
- Preparatori atletici:

## Calciomercato

### Sessione estiva
| Acquisti | Acquisti               | Acquisti            | Acquisti |
| R.       | Nome                   | da                  | Modalità |
| -------- | ---------------------- | ------------------- | -------- |
| D        | Hans-Josef Hellingrath | Fortuna Düsseldorf  |          |
| P        | Bernd Helmschrot       | Hannover 96 II      |          |
| A        | Jupp Heynckes          | Borussia M'gladbach |          |
| C        | Klaus Plischke         | Hannover 96 II      |          |
| A        | Josip Skoblar          | Olympique Marsiglia |          |
| A        | Winfried Wottka        | Union Salzgitter    |          |

| Cessioni | Cessioni            | Cessioni         | Cessioni |
| R.       | Nome                | a                | Modalità |
| -------- | ------------------- | ---------------- | -------- |
| D        | Peter Kronsbein     | Hertha Berlino   |          |
| C        | Winfried Mittrowski | Arminia Hannover |          |
| C        | Udo Nix             | St. Pauli        |          |

## Risultati

### Bundesliga

#### Girone di andata
| Arbitro: | Schreiner |

|                              |           |  |
| Bandura 5’ Heynckes 71’, 83’ | Marcatori |  |

| Arbitro: | Weyland |

|          |           |  |
| Roth 83’ | Marcatori |  |

| Arbitro: | Spinnler |

|                            |           |                   |
| Straschitz 41’ Skoblar 81’ | Marcatori | 61’, 67’ Emmerich |

| Arbitro: | Thier |

|                              |           |                         |
| Herrmann 40’ Müller 65’, 66’ | Marcatori | 29’ (rig.) Siemensmeyer |

| Arbitro: | Hense |

|                               |           |  |
| Siemensmeyer 45’ Heynckes 88’ | Marcatori |  |

| Arbitro: | Kreitlein |

|                               |           |                                                           |
| Löffler 43’ Seeler 70’ (rig.) | Marcatori | 45’ (aut.) Löffler 52’ (rig.) Straschitz 66’ Siemensmeyer |

| Arbitro: | Schmidt |

|                           |           |             |
| Heynckes 31’ Rodekamp 87’ | Marcatori | 20’ Huberts |

| Arbitro: | Tschenscher |

|                                  |           |                  |
| Laumen 3’, 6’, 9’, 59’ Vogts 31’ | Marcatori | 21’ Siemensmeyer |

| Arbitro: | Wengenmayer |

|                       |           |           |
| Straschitz 59’ (rig.) | Marcatori | 11’ Ulsaß |

| Arbitro: | Eschweiler |

|                              |           |                       |
| Küppers 17’ Kohlars 19’, 60’ | Marcatori | 38’ (rig.) Straschitz |

| Arbitro: | Fritz |

|                           |           |                  |
| Ahnefeld 32’ Heynckes 43’ | Marcatori | 51’ (rig.) Kraus |

| Arbitro: | Malka |

|                              |           |  |
| Menne 11’ Sieloff 54’ (rig.) | Marcatori |  |

| Arbitro: | Tschenscher |

|                                                                 |           |                                  |
| Rodekamp 21’ Straschitz 43’ (rig.) Skoblar 75’ Siemensmeyer 84’ | Marcatori | 38’ (rig.) Höttges 48’ Bjørnmose |

| Kaiserslautern 18 novembre 1967, ore 16:00 CET 14ª giornata | Kaiserslautern | 0 – 0 referto | Hannover 96 | Betzenbergstadion (10 000 spett.)\| Arbitro: \| Seiler \| |
| Arbitro:                                                    | Seiler         |               |             |                                                           |

| Arbitro: | Niemeyer |

|             |           |            |
| Poulsen 55’ | Marcatori | 66’ Starek |

| Arbitro: | Schreiner |

|                |           |                            |
| van Haaren 75’ | Marcatori | 23’ Bandura 29’ Straschitz |

| Arbitro: | Fritz |

|            |           |            |
| Gräber 84’ | Marcatori | 41’ Gronen |

#### Girone di ritorno
| Arbitro: | Kreitlein |

|                     |           |           |
| Löhr 25’ Simmet 72’ | Marcatori | 48’ Irtel |

| Arbitro: | Hennig |

|                         |           |            |
| Rodekamp 6’ Poulsen 57’ | Marcatori | 89’ Müller |

| Arbitro: | Jacobi |

|                                  |           |             |
| Emmerich 4’, 62’ Paul 41’ (rig.) | Marcatori | 85’ Bandura |

| Arbitro: | Siepe |

|                                    |           |  |
| Heynckes 47’ Straschitz 90’ (rig.) | Marcatori |  |

| Arbitro: | Eschweiler |

|                                    |           |             |
| Leist 37’ (rig.) Ulm 61’ Kuntz 63’ | Marcatori | 85’ Skoblar |

| Arbitro: | Malka |

|                              |           |                      |
| Siemensmeyer 56’ Skoblar 58’ | Marcatori | 15’ Hönig 38’ Dörfel |

| Arbitro: | Hennig |

|                                       |           |  |
| Bechtold 33’ Huberts 73’ Bronnert 83’ | Marcatori |  |

| Arbitro: | Schreiner |

|              |           |           |
| Rodekamp 29’ | Marcatori | 70’ Vogts |

| Arbitro: | Thier |

|  |           |              |
|  | Marcatori | 61’ Rodekamp |

| Arbitro: | Deuschel |

|            |           |                        |
| Gräber 87’ | Marcatori | 72’, 76’ (rig.) Bründl |

| Arbitro: | Jacobi |

|              |           |             |
| Słomiany 72’ | Marcatori | 30’ Skoblar |

| Arbitro: | Voß |

|                          |           |          |
| Skoblar 15’ Heynckes 87’ | Marcatori | 34’ Haug |

| Arbitro: | Herbort |

|            |           |  |
| Schütz 86’ | Marcatori |  |

| Arbitro: | Hilker |

|                  |           |  |
| Skoblar 27’, 41’ | Marcatori |  |

| Arbitro: | Linn |

|                              |           |                  |
| Brungs 41’ Laszig 71’ (aut.) | Marcatori | 57’ Siemensmeyer |

| Arbitro: | Aldinger |

|                          |           |                    |
| Heynckes 55’ Skoblar 64’ | Marcatori | 31’ Budde 68’ Lotz |

| Arbitro: | Reil |

|                     |           |                   |
| Hermandung 35’, 73’ | Marcatori | 40’, 51’ Heynckes |

### Coppa di Germania
| Arbitro: | Binder |

|                                            |           |              |
| Kostedde 34’, 67’ Bella 39’ van Haaren 51’ | Marcatori | 87’ Rodekamp |

### Coppa delle Fiere
| Arbitro: | Huber |

|                                                |           |  |
| Girardo 14’ Laszig 17’ (aut.) Mazzola 37’, 73’ | Marcatori |  |

| Arbitro: | Aalbrecht |

|                |           |             |
| Straschitz 65’ | Marcatori | 40’ Barison |

## Statistiche

### Statistiche di squadra
| Competizione      | Punti | In casa | In casa | In casa | In casa | In casa | In casa | In trasferta | In trasferta | In trasferta | In trasferta | In trasferta | In trasferta | Totale | Totale | Totale | Totale | Totale | Totale | DR  |
| Competizione      | Punti | G       | V       | N       | P       | Gf      | Gs      | G            | V            | N            | P            | Gf           | Gs           | G      | V      | N      | P      | Gf     | Gs     | DR  |
| ----------------- | ----- | ------- | ------- | ------- | ------- | ------- | ------- | ------------ | ------------ | ------------ | ------------ | ------------ | ------------ | ------ | ------ | ------ | ------ | ------ | ------ | --- |
| Bundesliga        | 34    | 17      | 9       | 7       | 1       | 32      | 18      | 17           | 3            | 3            | 11           | 16           | 34           | 34     | 12     | 10     | 12     | 48     | 52     | -4  |
| Coppa di Germania | -     | 0       | 0       | 0       | 0       | 0       | 0       | 1            | 0            | 0            | 1            | 1            | 4            | 1      | 0      | 0      | 1      | 1      | 4      | -3  |
| Coppa delle Fiere | -     | 1       | 0       | 1       | 0       | 1       | 1       | 1            | 0            | 0            | 1            | 0            | 4            | 2      | 0      | 1      | 1      | 1      | 5      | -4  |
| Totale            | 34    | 18      | 9       | 8       | 1       | 33      | 19      | 19           | 3            | 3            | 13           | 17           | 42           | 37     | 12     | 11     | 14     | 50     | 61     | -11 |

### Andamento in campionato
| Giornata  | 1 | 2 | 3 | 4  | 5 | 6 | 7 | 8 | 9 | 10 | 11 | 12 | 13 | 14 | 15 | 16 | 17 | 18 | 19 | 20 | 21 | 22 | 23 | 24 | 25 | 26 | 27 | 28 | 29 | 30 | 31 | 32 | 33 | 34 |
| --------- | - | - | - | -- | - | - | - | - | - | -- | -- | -- | -- | -- | -- | -- | -- | -- | -- | -- | -- | -- | -- | -- | -- | -- | -- | -- | -- | -- | -- | -- | -- | -- |
| Luogo     | C | T | C | T  | C | T | C | T | C | T  | C  | T  | C  | T  | C  | T  | C  | T  | C  | T  | C  | T  | C  | T  | C  | T  | C  | T  | C  | T  | C  | T  | C  | T  |
| Risultato | V | P | N | P  | V | V | V | P | N | P  | V  | P  | V  | N  | N  | V  | N  | P  | V  | P  | V  | P  | N  | P  | N  | V  | P  | N  | V  | P  | V  | P  | N  | N  |
| Posizione | 4 | 9 | 9 | 11 | 9 | 7 | 5 | 9 | 8 | 10 | 7  | 11 | 9  | 9  | 10 | 8  | 7  | 9  | 7  | 9  | 6  | 7  | 8  | 10 | 10 | 9  | 12 | 12 | 10 | 10 | 10 | 12 | 11 | 10 |

Legenda:

Luogo: C = Casa; T = Trasferta. Risultato: V = Vittoria; N = Pareggio; P = Sconfitta.

### Statistiche dei giocatori
| Giocatore       | Bundesliga | Bundesliga | Bundesliga  | Bundesliga | Coppa di Germania | Coppa di Germania | Coppa di Germania | Coppa di Germania | Coppa delle Fiere | Coppa delle Fiere | Coppa delle Fiere | Coppa delle Fiere | Totale   | Totale | Totale      | Totale     |
| Giocatore       | Presenze   | Reti       | Ammonizioni | Espulsioni | Presenze          | Reti              | Ammonizioni       | Espulsioni        | Presenze          | Reti              | Ammonizioni       | Espulsioni        | Presenze | Reti   | Ammonizioni | Espulsioni |
| --------------- | ---------- | ---------- | ----------- | ---------- | ----------------- | ----------------- | ----------------- | ----------------- | ----------------- | ----------------- | ----------------- | ----------------- | -------- | ------ | ----------- | ---------- |
| W. Ahnefeld     | 7          | 1          | 0           | 0          | 0                 | 0                 | 0                 | 0                 | 1                 | 0                 | 0                 | 0                 | 8        | 1      | 0           | 0          |
| P. Anders       | 19         | 0          | 0           | 0          | 1                 | 0                 | 0                 | 0                 | 2                 | 0                 | 0                 | 0                 | 22       | 0      | 0           | 0          |
| J. Bandura      | 31         | 3          | 0           | 1          | 1                 | 0                 | 0                 | 0                 | 2                 | 0                 | 0                 | 0                 | 34       | 3      | 0           | 1          |
| K. Bohnsack     | 1          | 0          | 0           | 0          | 0                 | 0                 | 0                 | 0                 | 0                 | 0                 | 0                 | 0                 | 1        | 0      | 0           | 0          |
| C. Breuer       | 29         | 0          | 0           | 0          | 0                 | 0                 | 0                 | 0                 | 1                 | 0                 | 0                 | 0                 | 30       | 0      | 0           | 0          |
| C. Brune        | 0          | 0          | 0           | 0          | 0                 | 0                 | 0                 | 0                 | 0                 | 0                 | 0                 | 0                 | 0        | 0      | 0           | 0          |
| H. Grunenberg   | 2          | 0          | 0           | 0          | 0                 | 0                 | 0                 | 0                 | 0                 | 0                 | 0                 | 0                 | 2        | 0      | 0           | 0          |
| W. Gräber       | 21         | 2          | 0           | 0          | 1                 | 0                 | 0                 | 0                 | 2                 | 0                 | 0                 | 0                 | 24       | 2      | 0           | 0          |
| H. Hellingrath  | 33         | 0          | 0           | 0          | 0                 | 0                 | 0                 | 0                 | 2                 | 0                 | 0                 | 0                 | 35       | 0      | 0           | 0          |
| B. Helmschrot   | 10         | 0          | 0           | 0          | 0                 | 0                 | 0                 | 0                 | 0                 | 0                 | 0                 | 0                 | 10       | 0      | 0           | 0          |
| J. Heynckes     | 29         | 10         | 0           | 0          | 1                 | 0                 | 0                 | 0                 | 1                 | 0                 | 0                 | 0                 | 31       | 10     | 0           | 0          |
| N. Irtel        | 2          | 1          | 0           | 0          | 0                 | 0                 | 0                 | 0                 | 0                 | 0                 | 0                 | 0                 | 2        | 1      | 0           | 0          |
| B. Kettler      | 0          | 0          | 0           | 0          | 0                 | 0                 | 0                 | 0                 | 0                 | 0                 | 0                 | 0                 | 0        | 0      | 0           | 0          |
| O. Laszig       | 26         | 0          | 0           | 0          | 1                 | 0                 | 0                 | 0                 | 1                 | 0                 | 0                 | 0                 | 28       | 0      | 0           | 0          |
| P. Loof         | 0          | 0          | 0           | 0          | 0                 | 0                 | 0                 | 0                 | 0                 | 0                 | 0                 | 0                 | 0        | 0      | 0           | 0          |
| F. Obermeyer    | 0          | 0          | 0           | 0          | 0                 | 0                 | 0                 | 0                 | 0                 | 0                 | 0                 | 0                 | 0        | 0      | 0           | 0          |
| K. Plischke     | 0          | 0          | 0           | 0          | 0                 | 0                 | 0                 | 0                 | 0                 | 0                 | 0                 | 0                 | 0        | 0      | 0           | 0          |
| H. Podlasly     | 22         | 0          | 0           | 0          | 1                 | 0                 | 0                 | 0                 | 2                 | 0                 | 0                 | 0                 | 25       | 0      | 0           | 0          |
| K. Poulsen      | 24         | 2          | 0           | 0          | 1                 | 0                 | 0                 | 0                 | 2                 | 0                 | 0                 | 0                 | 27       | 2      | 0           | 0          |
| R. Reschke      | 0          | 0          | 0           | 0          | 0                 | 0                 | 0                 | 0                 | 0                 | 0                 | 0                 | 0                 | 0        | 0      | 0           | 0          |
| K. Ritter       | 0          | 0          | 0           | 0          | 0                 | 0                 | 0                 | 0                 | 0                 | 0                 | 0                 | 0                 | 0        | 0      | 0           | 0          |
| W. Rodekamp     | 32         | 5          | 0           | 0          | 1                 | 1                 | 0                 | 0                 | 2                 | 0                 | 0                 | 0                 | 35       | 6      | 0           | 0          |
| H. Siemensmeyer | 34         | 7          | 0           | 0          | 1                 | 0                 | 0                 | 0                 | 2                 | 0                 | 0                 | 0                 | 37       | 7      | 0           | 0          |
| J. Skoblar      | 21         | 9          | 0           | 1          | 1                 | 0                 | 0                 | 0                 | 0                 | 0                 | 0                 | 0                 | 22       | 9      | 0           | 1          |
| R. Stiller      | 24         | 0          | 0           | 0          | 1                 | 0                 | 0                 | 0                 | 2                 | 0                 | 0                 | 0                 | 27       | 0      | 0           | 0          |
| H. Straschitz   | 22         | 7          | 0           | 0          | 1                 | 0                 | 0                 | 0                 | 2                 | 1                 | 0                 | 0                 | 25       | 8      | 0           | 0          |
| W. Wottka       | 0          | 0          | 0           | 0          | 0                 | 0                 | 0                 | 0                 | 0                 | 0                 | 0                 | 0                 | 0        | 0      | 0           | 0          |
| R. Zobel        | 0          | 0          | 0           | 0          | 0                 | 0                 | 0                 | 0                 | 0                 | 0                 | 0                 | 0                 | 0        | 0      | 0           | 0          |